# Abbaye de Divielle
L’abbaye de Divielle, actuellement en ruines, est située à Goos, dans les Landes. Ses derniers occupants, des moines trappistes, la quittent en 1932. Elle est parfois nommée abbaye de Villedieu.

## Historique
L'histoire de la commune de Goos, en France, est en grande partie liée à celle de son abbaye. Selon David Chabas, l'abbaye de Divielle aurait été fondée par les cisterciens, probablement au XIIe siècle, sinon à la fin du XIe siècle. Elle aurait ensuite été occupée par les bénédictins, puis par les prémontrés. En 1569, elle est incendiée par les huguenots de Montgomery et toutes ses chartes disparaissent. En 1642, l’abbé Bertrand de Baylenx doit solliciter une enquête royale du parlement de Bordeaux pour en rétablir les droits et privilèges.
Au XVIIe siècle, le chroniqueur et faussaire Bertrand de Compaigne est l'auteur d'une charte de Divielle, faisant remonter la fondation de l'abbaye au VIIe siècle. Elle s'avère être un faux.
L’abbaye reconstruite au XVIIe siècle retrouve une prospérité relative. Cependant il n'y a plus que cinq religieux et quatre domestiques en 1747 et cinq religieux dont trois y résidant et deux curés externes en 1767. L’abbaye se maintient jusqu’à sa dissolution en 1791 et sa vente à Mme Domenger de Mugron pour 41 900 livres. Restée simple ferme de rapport pendant presque un siècle, elle est redonnée à l'évêché d’Aire-sur-Adour|et de Dax par la fille du baron d’Antin, veuve de Bernard Domenger. L’évêque la confie aux trappistes de  Melleray qui se réinstallent en 1869. La communauté compte bientôt 32 religieux et convers issus pour beaucoup de l'abbaye Notre-Dame-du-Port-du-Salut à l’origine d'un fromage qui devient une production de Divielle.
L'abbaye dont l'église est restaurée devient une exploitation agricole moderne cultivant céréales, vignes, arbres fruitiers et des pépinières de hêtres, frênes, chênes-lièges, eucalyptus. Jusqu'en 1934 où l'évêque découpe l’ensemble du domaine en trois lots vendus séparément. Les bâtiments sont abandonnés puis démembrés au début des années 1950 pour construire le pont sur le Louts et empierrer les routes de la commune.

### Anecdote
Il se raconte que les moines de Divielle ne désirant pas pour des raisons « politiques » résider sur le territoire de Préchacq-les-Bains détournèrent le cours du Louts, petite rivière servant de limite entre Préchacq et Goos, modifiant ainsi la « frontière » entre les deux communes pour se retrouver, de ce fait, habitants de Goos.

## Architecture et description
Depuis ne restent que des ruines, pans de murs lézardés, quelques ouvertures à meneaux et une ouverture à arcades géminées, vestige de celles qui entouraient le cloître dont on devine encore l'emplacement. À partir de ces vestiges la configuration d'origine a pu être réalisée. 

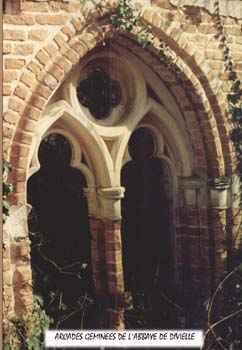
Ouverture à arcades géminées.

Celle-ci reprend les dispositions des anciennes abbayes cisterciennes : parloir, hôtellerie, salle capitulaire, scriptorium, chauffoir, réfectoire des moines, cuisine, réfectoire des convers, logis abbatial à l'étage, église avec deux chapelles latérales se succédant dans l’ordre autour du cloitre et sa galerie.
Toutes les ouvertures du rez-de-chaussée de la façade nord étaient en tiers-point et deux salles du XIVe siècle voutées à arêtes soutenues par un pilier central. La salle capitulaire comportait deux larges fenêtres ogivales ouvrant sur le cloître, divisées intérieurement par un meneau de deux ogives géminées surmontées d'une rose trilobée du XIIIe siècle. Elles sont surmontées de deux rosaces à nervures finement taillées et encadrent une baie large de 2,15 m. Les chambres du dortoir sont du XVIIe siècle.
On relève en réemploi des vestiges du XIIe siècle : de longs cordons d'assises et deux fenêtres en plein cintre de 1,60 m de haut pour 0,10 m de large ébrasées vers l'intérieur à 0,60 m. Au nord, le mur du cloitre, de 1,15 m d'épaisseur, s'ouvrait par une porte à arc surbaissé sur un escalier de communication entre le transept de la chapelle et le dortoir situé au-dessus de la sacristie et de la salle capitulaire .

## Filiation et dépendances
Au XIIIe siècle, l’abbaye dépend de l'abbaye de la Case-Dieu et possède les seigneuries de Préchacq et Goos. L'abbaye dispose de plusieurs granges à Herm, Oeyreluy, Seyresse Boos et Donzacq, les prieurés de Seyresse, le Sen et les d’hôpitaux de Boos et Saint-Just-Ibarre. Outre les droits féodaux et dimes, elle dispose d'une soixantaine de pièces de terres ou métairies réparties sur une quinzaine de paroisses.